# الکساندر ماله-گی
الکساندر ماله-گی (فرانسوی: Alexandre Mallet-Guy‎؛ زادهٔ ۲ ژوئن ۱۹۷۴ ) تهیه‌کننده و مجری طرح فرانسوی است. از مهمترین فعالیت وی می‌توان به تهیه‌کنندگی در فیلم‌های گذشته ، خواب زمستانی ، فروشنده و قهرمان اشاره کرد. او همچنین رئیس شرکت ممنتو فیلمز فرانسه است.

## گزیدهٔ فیلم‌شناسی
- قهرمان (تهیه کننده)
- درخت گلابی وحشی (تولیدکننده مشترک) (پس از تولید)
- همه می‌دانند (تولیدکننده)
- فروشنده (فیلم ۱۳۹۴) (تهیه‌کننده)
- غرنده‌تر از بمب (تولیدکننده)
- خواب زمستانی (فیلم ۲۰۱۴) (همکاری)
- گذشته (فیلم) (تولیدکننده)
- تحت رنگین کمان (همکاری)
- تأخیر (همکاری)
- روح سرد (تولیدکننده مشترک)
- اوه هورتن (همکاری)
- طلایی درب (تولیدکننده)
- تاکسیدرمی (همکاری)
- کیلو صفر (تولیدکننده اجرایی) (تولیدکننده)